# Schwert von Groatsetter
Das Schwert von Groatsetter (Erstpublikation als Grotsetter) ist ein spätbronzezeitliches Holzschwert, das in der Pfarrei St. Andrews auf der Orkneyinsel Mainland in Schottland entdeckt wurde.

## Fundumstände
Das Schwert wurde Juni 1957 am Buern of Blown in der Nähe der Groatsetter Farm (auch Grotsetter oder Grotster) südwestlich von Tankerness auf Mainland etwa 50 m nördlich des Burn of Blown (HY40NE 17 4931 0632) beim Torfstechen gefunden. Es lag in rund 1,8 m Tiefe horizontal und hochkant im Torf. S. E. Durno vom Macaulay Institute analysierte den Torf der Fundstelle, konnte jedoch keine Pollen feststellen, weshalb er von einer lokalen Störung ausgeht. Die anaeroben Bedingungen und der Gerbstoffgehalt des Torfs führten zu dem bemerkenswerten Erhaltungszustand. Das Schwert wurde vom schottischen Nationalmuseum erworben.

## Beschreibung
Die etwa 70 cm lange blattförmige Klinge aus Stechpalmenholz war eine Replik eines spätbronzezeitlichen Ewart-Park-Schwertes – einem Typ aus der Zeit zwischen 980 und 790 v. Chr.
Die Länge des Schwertes beträgt 79,5 cm, es ist also vergleichsweise lang. Der Griff war 7,6 cm lang. Die Klinge mit dem typischen rautenförmigen Querschnitt und einem blattförmigen Umriss hat an der breitesten Stelle einen Umfang von 15,2 cm und endet in einer scharfen Spitze. Das Schwert wurde in Oxford auf 850–790 v. Chr. datiert.

## Zweck
Obwohl die Klinge in bemerkenswert gutem Zustand war, war der Griff deutlich abgenutzt beziehungsweise poliert. Das Schwert wurde offenbar regelmäßig verwendet. Seine Länge liegt im Bereich von Hiebschwertern, die gewöhnlich zwischen 60 und 80 cm lang sind, diese haben jedoch einen linsenförmigen Querschnitt. Stevenson erwägt eine Verwendung als Patrize für die Herstellung von irdenen Gussformen, hält dies aber für unwahrscheinlich, weil das Schwert überdurchschnittlich lang ist und keine exakten Vergleichsstücke aus Bronze gefunden wurden. Hölzerne Patrizen sind bekannt, so wurden etwa in Tobermore, Grafschaft Derry, hölzerne Speerspitzen und Tüllenbeile gefunden. Caroline Earwood und Barry Molloy deuten das Artefakt als Übungsschwert. Nach Molloy ist die Klinge nicht beschädigt, weil das Stück nicht zum Scheinkampf, sondern zum Einüben von Bewegungsfolgen genutzt wurde, und die ungewöhnliche Größe ergibt sich durch die Notwendigkeit, das Gewicht eines ehernen Schwertes zu erreichen. Auch Kristian Kristiansen geht von dem Gebrauch hölzerner Übungsschwerter in der Bronzezeit aus, während Ian Colquhoun annimmt, dass neben Holzschwertern auch echte Schwerter zu Übungszwecken eingesetzt wurden, was die zahlreichen Scharten erklären könnte. Der Gebrauch hölzerner Übungsschwerter ist nach Molloy aus der Römerzeit literarisch belegt, noch später auch aus dem mittelalterlichen Irland.
Julie Wileman vertritt dagegen die Ansicht, dass das Schwert kein Übungsschwert sei, da die Klinge unbeschädigt ist und nimmt an, dass es ein Kult- oder Statussymbol war. Der Verschleiß belegt, dass das Schwert nicht speziell als Opfergabe hergestellt wurde. Es war einige Zeit in Gebrauch und wurde weiterverwendet, nachdem der Griff abbrach.
Ein vergleichbares Holz-Schwert in Form eines Gündlingen-Schwertes stammt aus Cappagh im County Kerry in Irland.